# Куп Србије и Црне Горе у фудбалу 2002/03.
Куп Србије и Црне Горе у фудбалу 2002/03. (у јесењем делу сезоне Куп СР Југославије) био је једанаести и последњи куп под називом СР Југославија, након што је држава СРЈ преименована у СЦГ фебруара 2003, прва је сезона националног сезонског фудбалског купа Србије и Црне Горе. Бранилац титуле, односно последњи освајач Купа СР Југославије, била је Црвена звезда, док је нови шампион по први пут постао Сартид.

## Прво коло
| Тим 1                    | Тим 2                   | Резултат         |
| ------------------------ | ----------------------- | ---------------- |
| Раднички Пирот           | Сутјеска                | 3 : 2            |
| Борац Чачак              | Партизан                | 1 : 6            |
| Раднички Ниш             | Војводина               | 0 : 3            |
| Сартид                   | Ловћен                  | 3 : 1            |
| Зета                     | Будућност Банатски Двор | 2 : 2 (пен: 2:4) |
| Елан                     | Железник                | 0 : 1            |
| Ком                      | Срем                    | 0 : 1            |
| Младост Лучани           | Раднички Шид            | 2 : 0            |
| Нови Сад                 | Хајдук Кула             | 1 : 1 (пен: 3:4) |
| Младеновац               | ОФК Београд             | 0 : 2            |
| Црвена звезда            | Раднички Крагујевац     | 3 : 0            |
| Рад                      | Младост Апатин          | 0 : 0 (пен: 5:6) |
| Раднички Београд         | Чукарички               | 1 : 0            |
| Рудар Косовска Митровица | Земун                   | 0 : 6            |
| Раднички Стобекс         | Обилић                  | 1 : 4            |
| Нови Пазар               | Рудар Пљевља            | 0 : 0 (пен: 6:7) |

## Друго коло
| Тим 1          | Тим 2                   | Резултат         |
| -------------- | ----------------------- | ---------------- |
| Железник       | Младост Лучани          | 3 : 0            |
| Срем           | Рудар Пљевља            | 0 : 0 (пен: 4:5) |
| Црвена звезда  | Раднички Пирот          | 4 : 0            |
| Партизан       | Раднички Београд        | 1 : 1 (пен: 5:4) |
| Младост Апатин | Будућност Банатски Двор | 0 : 1            |
| Земун          | Војводина               | 1 : 2            |
| ОФК Београд    | Обилић                  | 2 : 3            |
| Хајдук Кула    | Сартид                  | 0 : 2            |

## Четвртфинале
| Тим 1                   | Тим 2         | Резултат         |
| ----------------------- | ------------- | ---------------- |
| Војводина               | Црвена звезда | 0 : 0 (пен: 3:4) |
| Партизан                | Железник      | 1 : 4            |
| Рудар Пљевља            | Сартид        | 1 : 2            |
| Будућност Банатски Двор | Обилић        | 0 : 0 (пен: 4:2) |

## Полуфинале
| Тим 1                   | Тим 2         | Резултат         |
| ----------------------- | ------------- | ---------------- |
| Будућност Банатски Двор | Црвена звезда | 0 : 1            |
| Сартид                  | Железник      | 1 : 1 (пен: 3:1) |

## Финале
| Црвена звезда | 0 : 1 (п. с. н.) | Сартид        |
| ------------- | ---------------- | ------------- |
|               |                  | Пантелић 110' |